# Mohnstraße (Dresden)
Die Mohnstraße ist eine Innerortsstraße in Dresden. Sie verläuft von der Torgauer Straße zur Leipziger Straße und tangiert und kreuzt dabei die  Braunschweiger Straße,  Arno-Lade-Straße,  Rehefelder Straße, Markusstraße, Torgauer Straße. Einst reihte sich Geschäft an Geschäft auf beiden Seiten. In den Hintergebäuden befanden sich die unterschiedlichsten Gewerbebetriebe.

## Geschichte
Anfang der 1880er Jahre war die Dresdner Vorortgemeinde Pieschen zu einem wichtigen Wohnort mit etwa 6000 Einwohnern herangewachsen. Auf der Grundlage eines 1879 erstellten Bebauungsplanes breiteten sich fortan geschlossene Straßenzüge mit mehrstöckigen Wohngebäuden aus. Im Jahr 1889 wurde der ehemalige Kaditzer Kirchweg in Mohnstraße, nach dem Pieschener Lehrer Christian Gottlieb Mohn, umbenannt. Er wurde am 26. Oktober 1811 geboren und am 30. April 1832 ins Schulamt eingeführt und war 48 Jahre an der Pieschener Schule tätig. Anfänglich unterrichtete er 130, zuletzt 250 Jungen und Mädchen in drei unerträglich überfüllten Klassen. Das im Jahr 1861 erbaute neue Pieschener Schulhaus konnte Christian Gottlieb Mohn nicht mehr beziehen. Er hatte infolge Überanstrengung seine Stimme verloren und musste 1861 das Lehramt aufgeben. Seine letzte Ruhestätte fand der am 26. Dezember 1881 verstorbene Christian Gottlieb Mohn auf dem Kaditzer Kirchhof. Das Grab ist nicht mehr vorhanden.
Am 1. Juli 1897 erfolgte die Eingemeindung nach Dresden mit einem regelrechten Bauboom an mehrstöckigen Wohngebäuden. Dabei entstanden an der gesamten Mohnstraße renommierte Mietshäuser mit Geschäften und Gewerbeeinheiten für Handel und Handwerk in den Innenhöfen.
An der Mohnstraße waren unter vielen eine Rohproduktenhandlung, eine Dampfwäscherei, ein Tapeziermeister, zwei Bäcker, drei Fleischer, ein Schuhmacher, einen Dachdecker, vier Lebensmittelläden und das Pieschener Vereinshaus an der Mohnstraße 1. Des Weiteren gab es mit Richters Restaurant, Mohn-/Ecke Markusstraße, der späteren Mohnklause, auch zwei Gaststätten.

An der Ecke Mohnstraße/Altpieschen befand sich einst das größte Bauerngut Pieschens (Nr. 46), es war als Bischofsgut bekannt war. Einst gehörte es zum Besitz der Meißner Bischöfe als Herrengut, welche es als Raststätte auf dem Weg von Meißen nach Stolpen nutzten. Im Jahr 1899 wurde das Gut abgerissen. Wenig später entstanden hier Wohnhäuser, die von Hans Erlwein entworfene Wohnanlage Altpieschen 5–15. Der heutige Erlweinhof in Altpieschen Nr. 5 bis 15, ist eine denkmalgeschützte Wohnanlage – ehemals erbaut zwischen 1912 und 1913 durch Stadtbaumeister Hans Erlwein als Obdachlosenasyl.

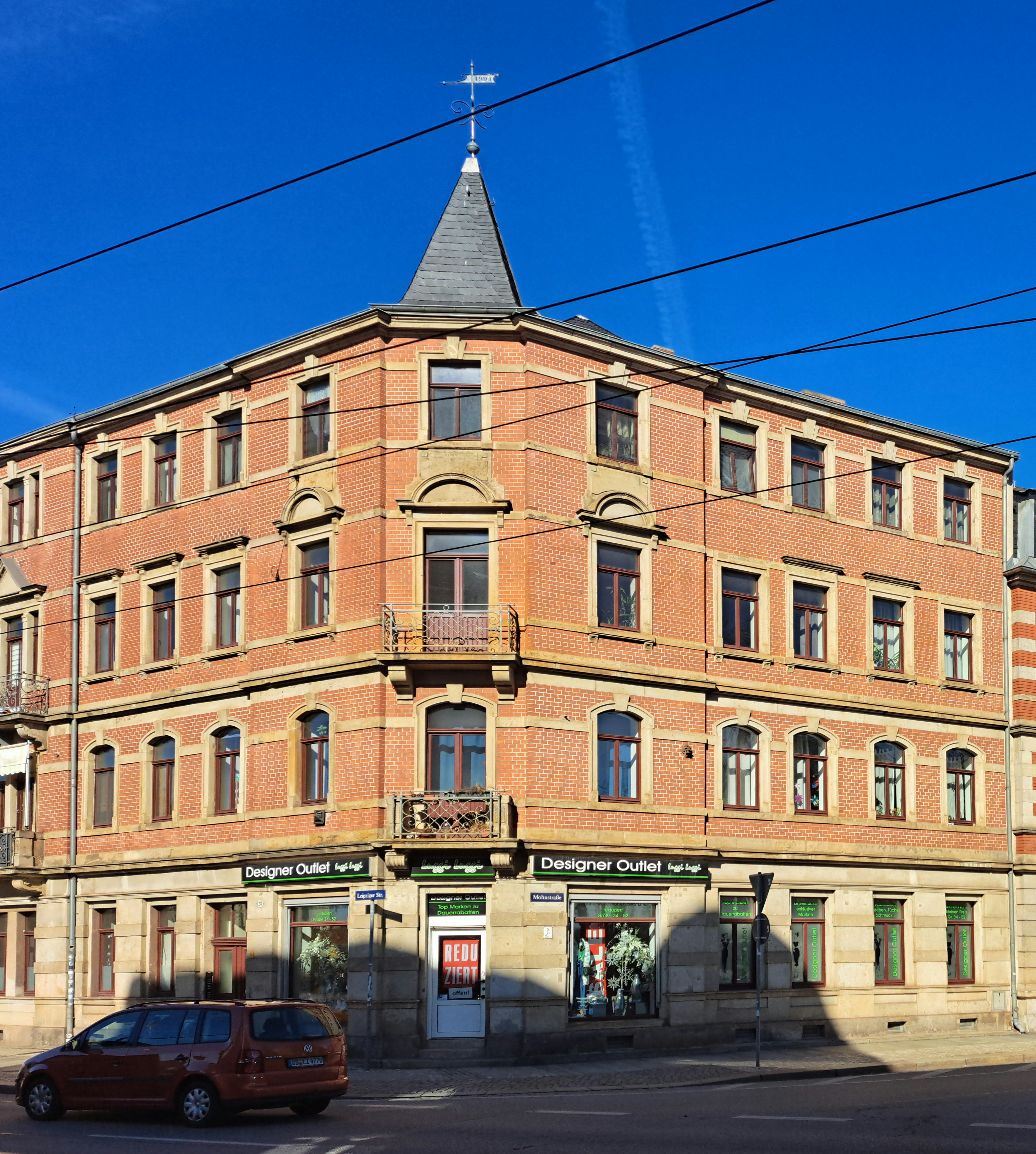
Mohnstraße, Ecke Leipziger Straße
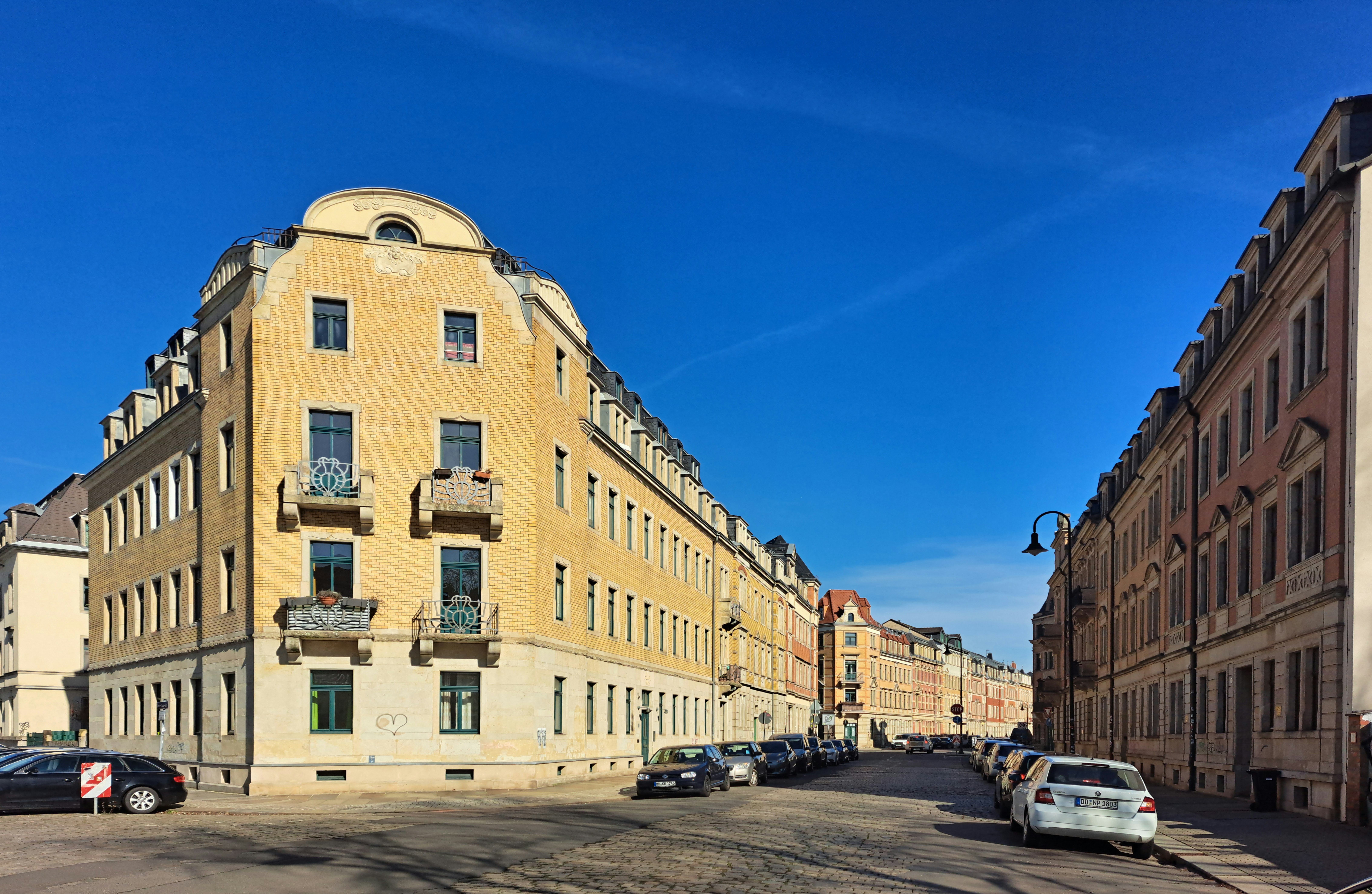
Mohnstraße, Ecke Arno-Lade-Straße
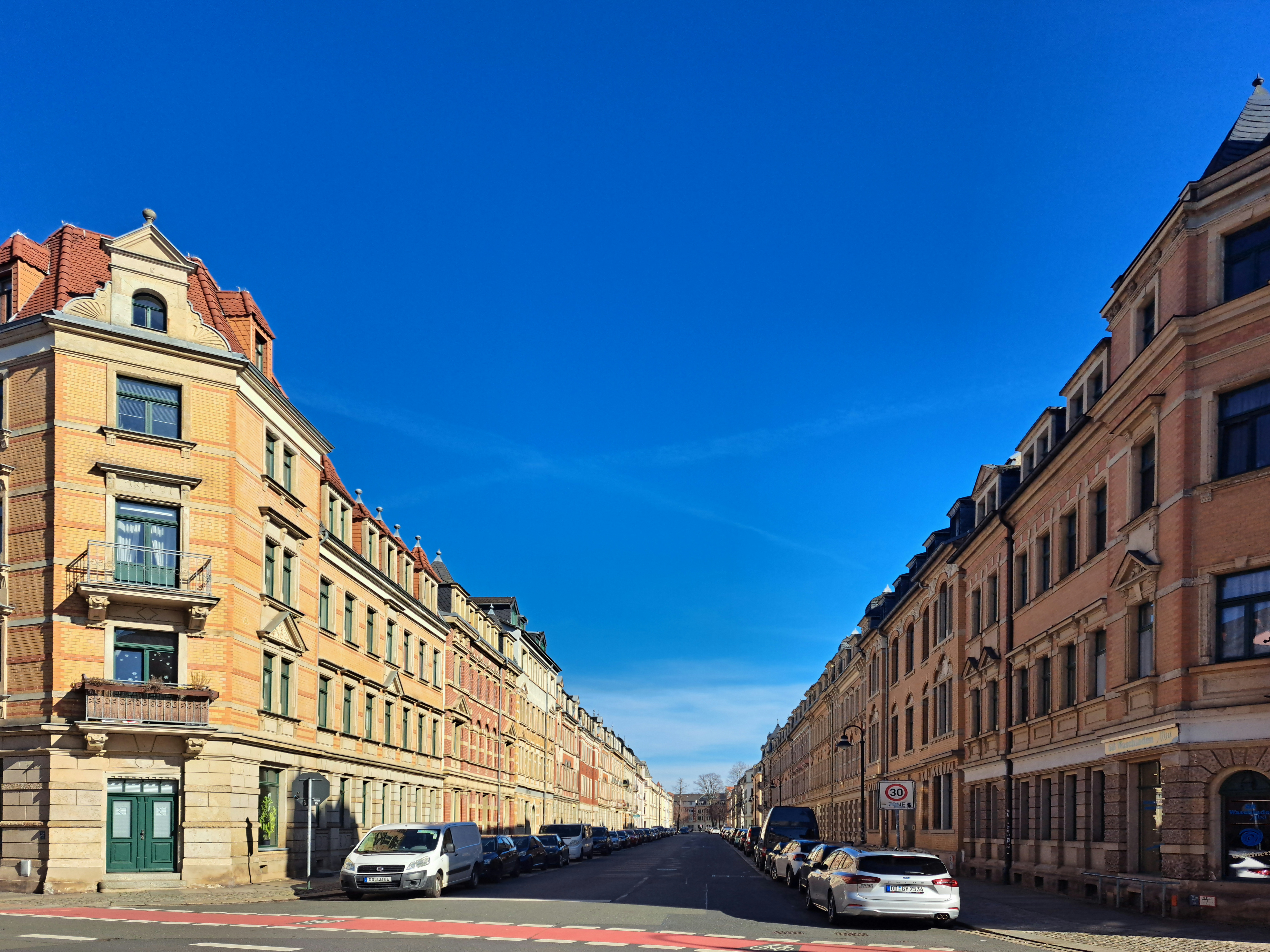
Mohnstraße, Ecke Rehefelder Straße
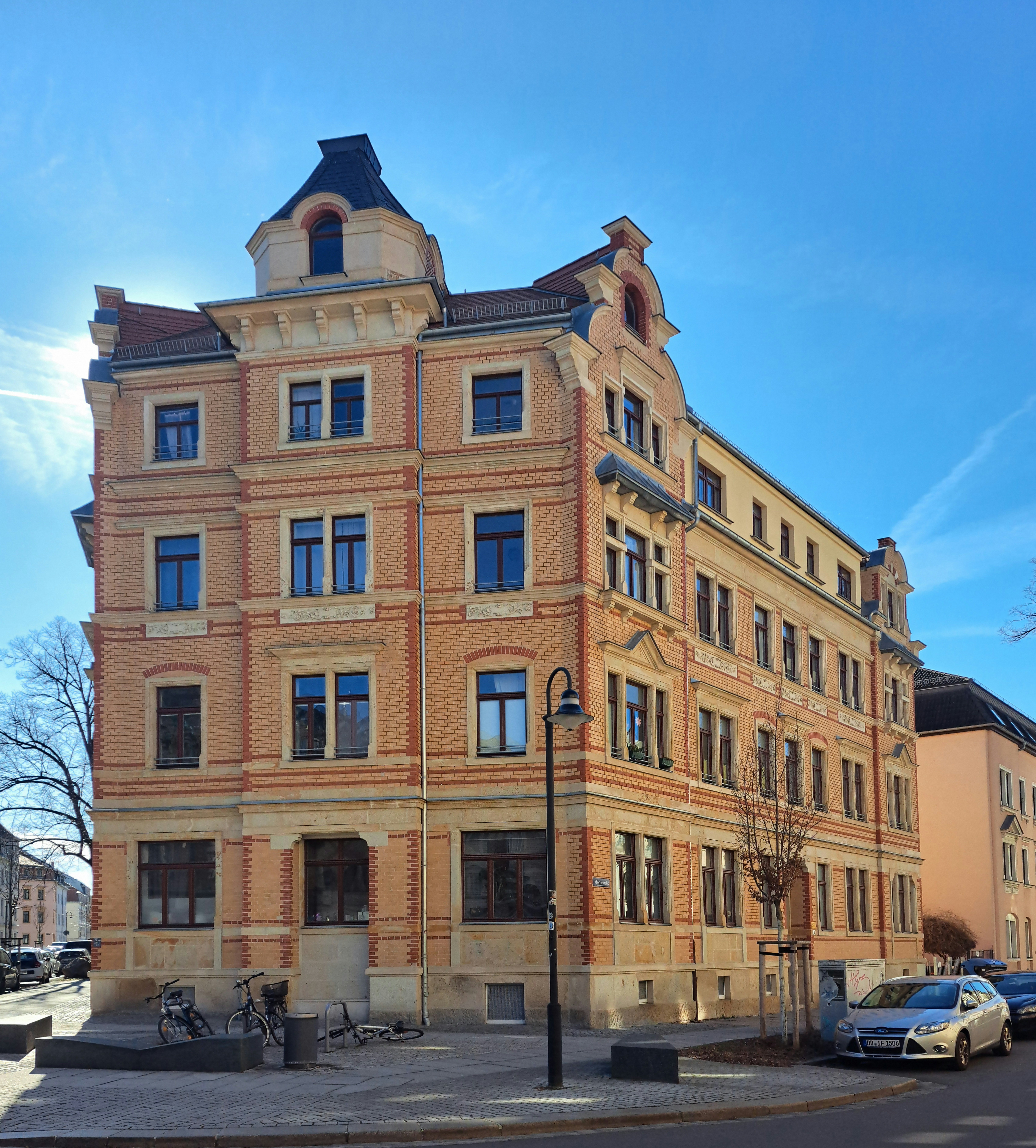
Mohnstraße 1, Ecke Torgauer Straße
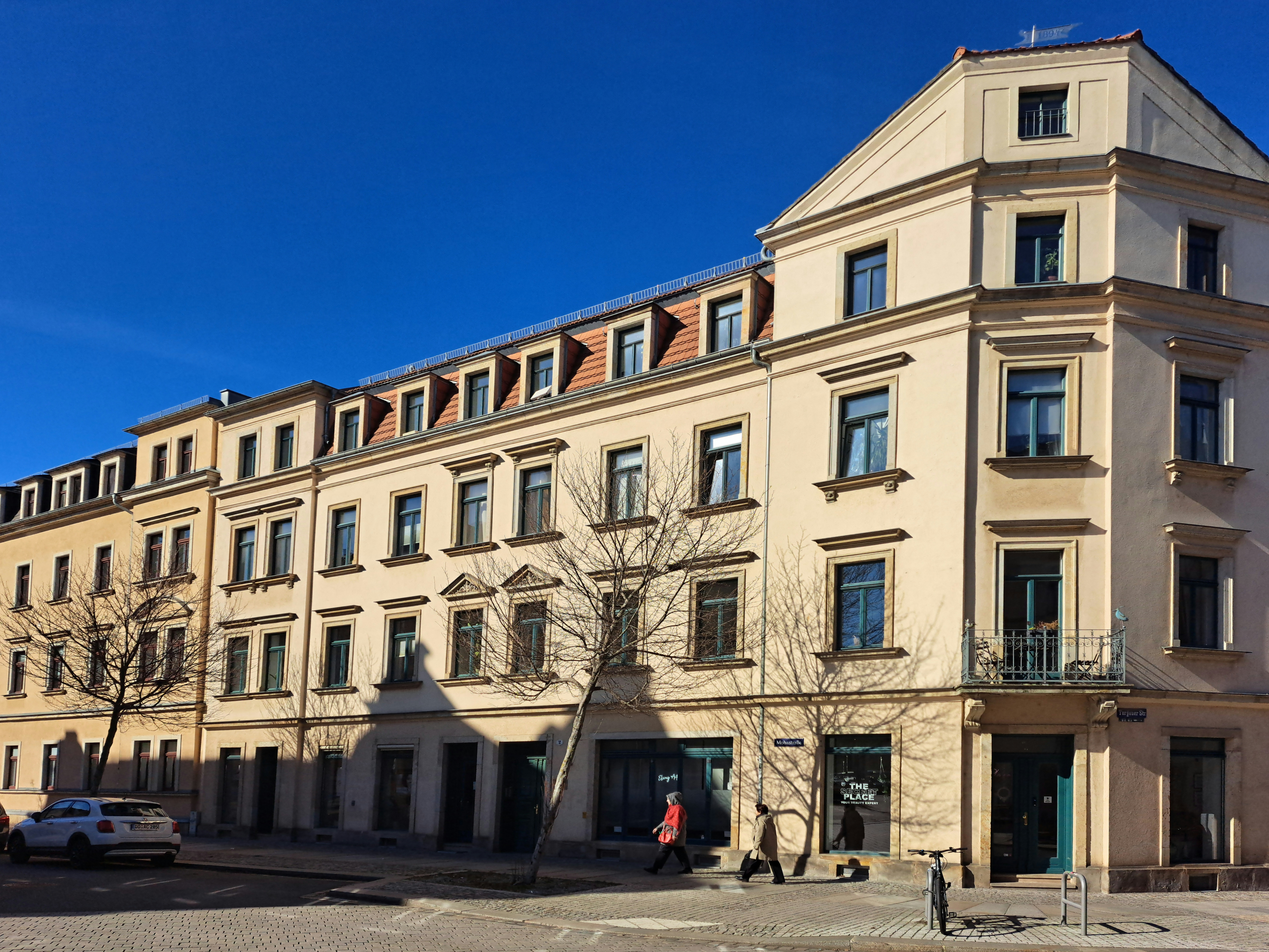
Mohnstraße 2, Ecke Torgauer Straße

Eine Auswahl der ehemaligen Handwerksbetrieben beginnend mit der Böttcherei Eduard Stockmann in der Mohnstraße 13. Später an Böttchermeister Fritz Knippe firmierte das Unternehmen als Pieschener Böttcherei und existierte noch bis zum Jahr 1960. Im Hinterhaus Mohnstraße 24–26 besaß Adolf Hess ab dem Jahr 1898 eine Fabrik für Gießereimodelle, welche später als Adolf Hess & Sohn Modellfabrik firmierte und noch nach 1945 als Abteilung Modellbau Betriebsteil des VEB Eisenhammerwerk Dölzschen war. Das benachbarte frühere Wohnhaus des Diakons der Markuskirche Mohnstraße 28. Vor dem Ersten Weltkrieg war im Haus ein evangelisches Jungfrauenheim und im Erdgeschoss der Konfirmandensaal der Kirche. Das Gebäude mit repräsentativen historisierenden Klinker-Werkstein-Fassade mit Jugendstilelementen, belebt durch Bauschmuck, darunter zwei halbrunde Medaillons mit Luther und Melanchton, baugeschichtlich, stadtentwicklungsgeschichtlich und künstlerisch bedeutend.

Baugeschichtlich hat die Mohnstraße eine große Anzahl von Denkmalobjekten. Bereits die Gebäude Mohnstraße 1, markanter später Gründerzeitbau mit charakteristischer Klinker-Werkstein-Fassade, wegen exponierter Lage mittels Giebel und Turmaufbau etwas aufwendiger, baugeschichtlich und stadtentwicklungsgeschichtlich bedeutend und die Nummer 2  mit Ladenzone (modernisiert), historisierendes Gebäude aus dem Ende des 19. Jahrhunderts mit zeittypischer Putz-Fassade, baugeschichtlich bedeutend. Weitere mit historisierenden Gebäuden aus dem Ende des 19. Jahrhunderts mit zeittypischer Putz-Fassade, baugeschichtlich bedeutend sowie mit Läden (modernisiert), charakteristischen und weitgehend authentisch erhaltenen spätgründerzeitlichen Mietshaus, baugeschichtlich bedeutend. Die Liste der Kulturdenkmale in Pieschen (L–Z) enthält noch weitere Gebäude.

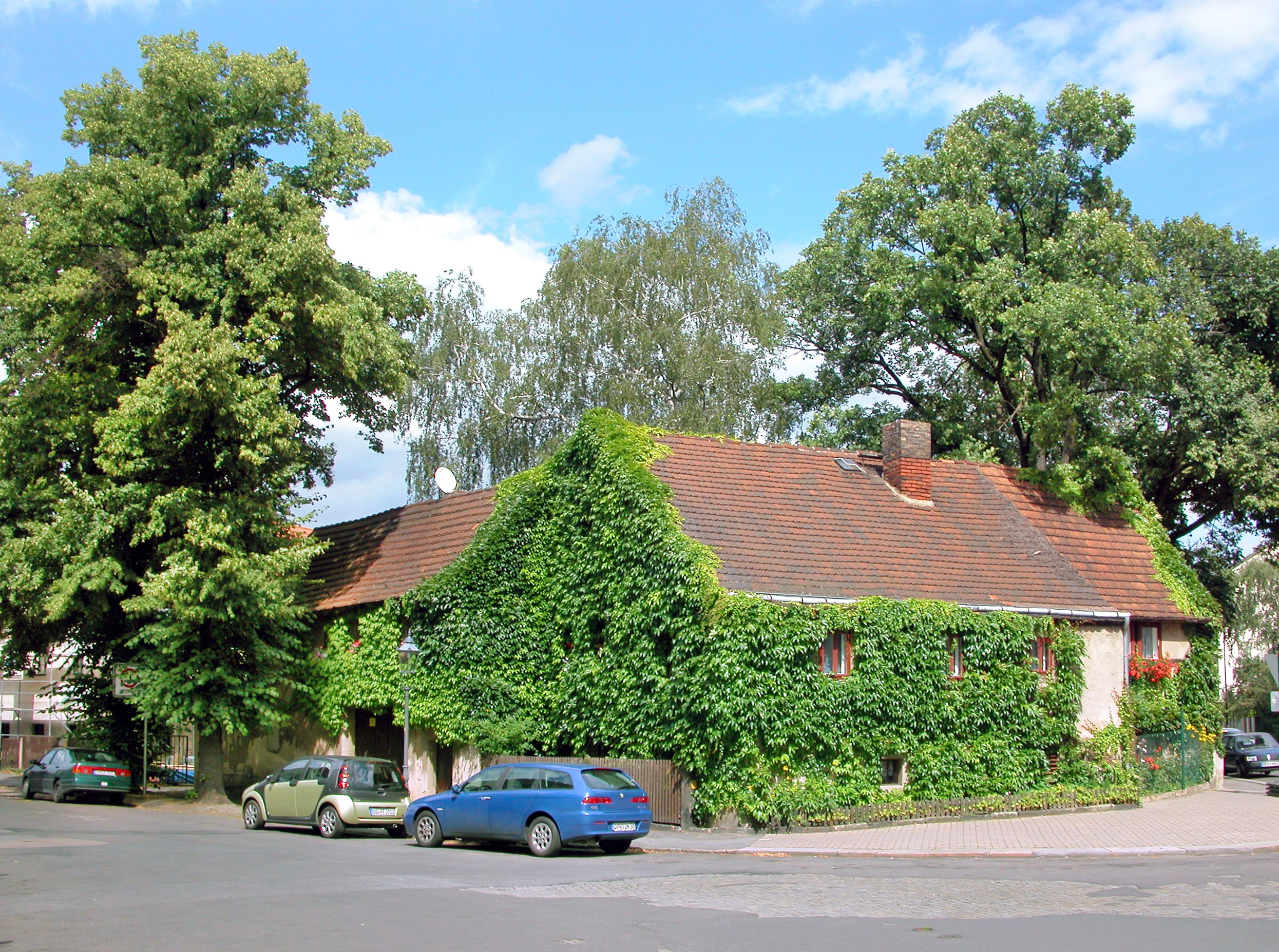
Altpieschen 2 Ecke Mohnstraße
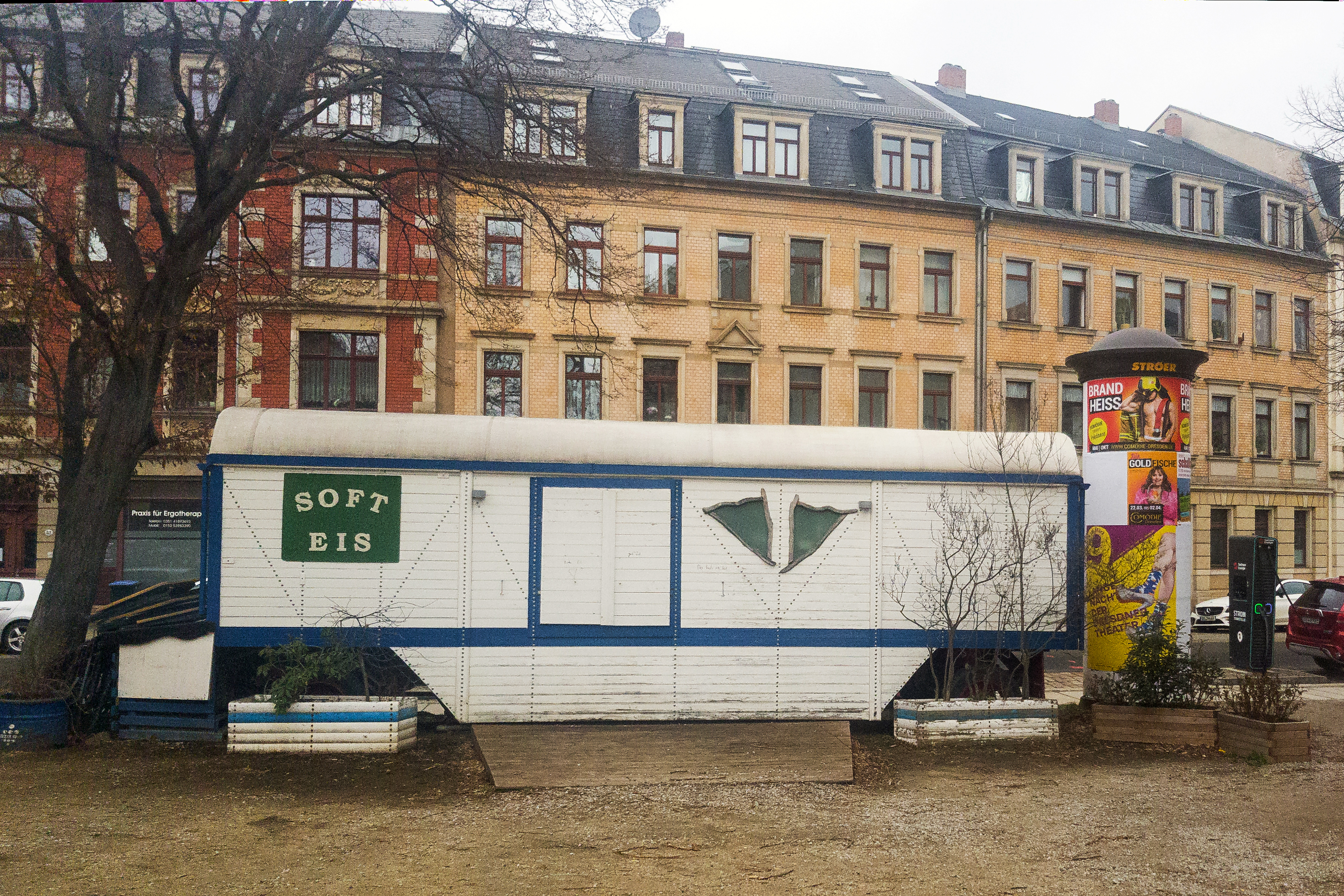
Eisverkaufswagen, Standplatz Altpieschen an Mohnstraße
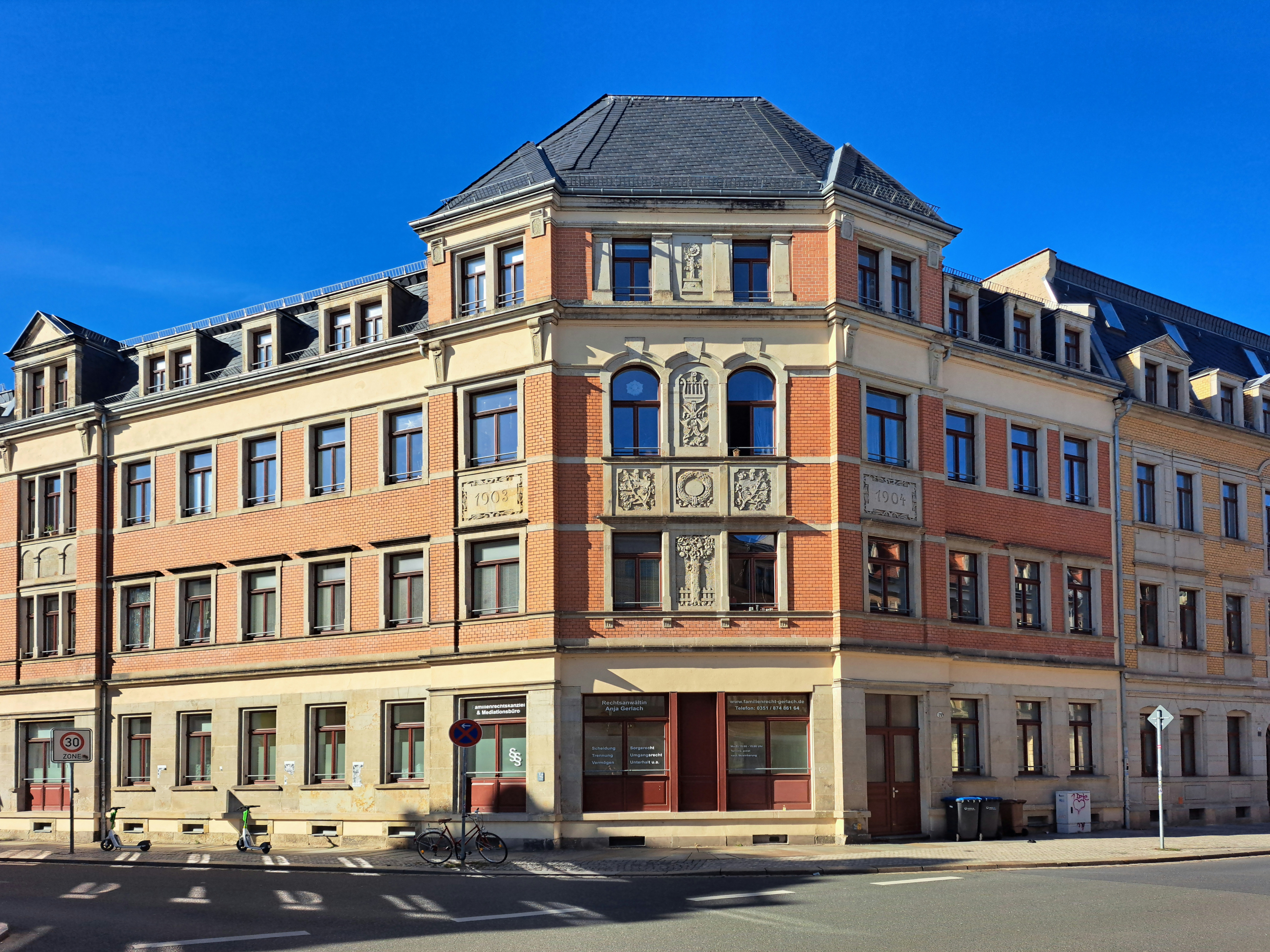
Mohnstraße, Ecke Rehefelder Straße
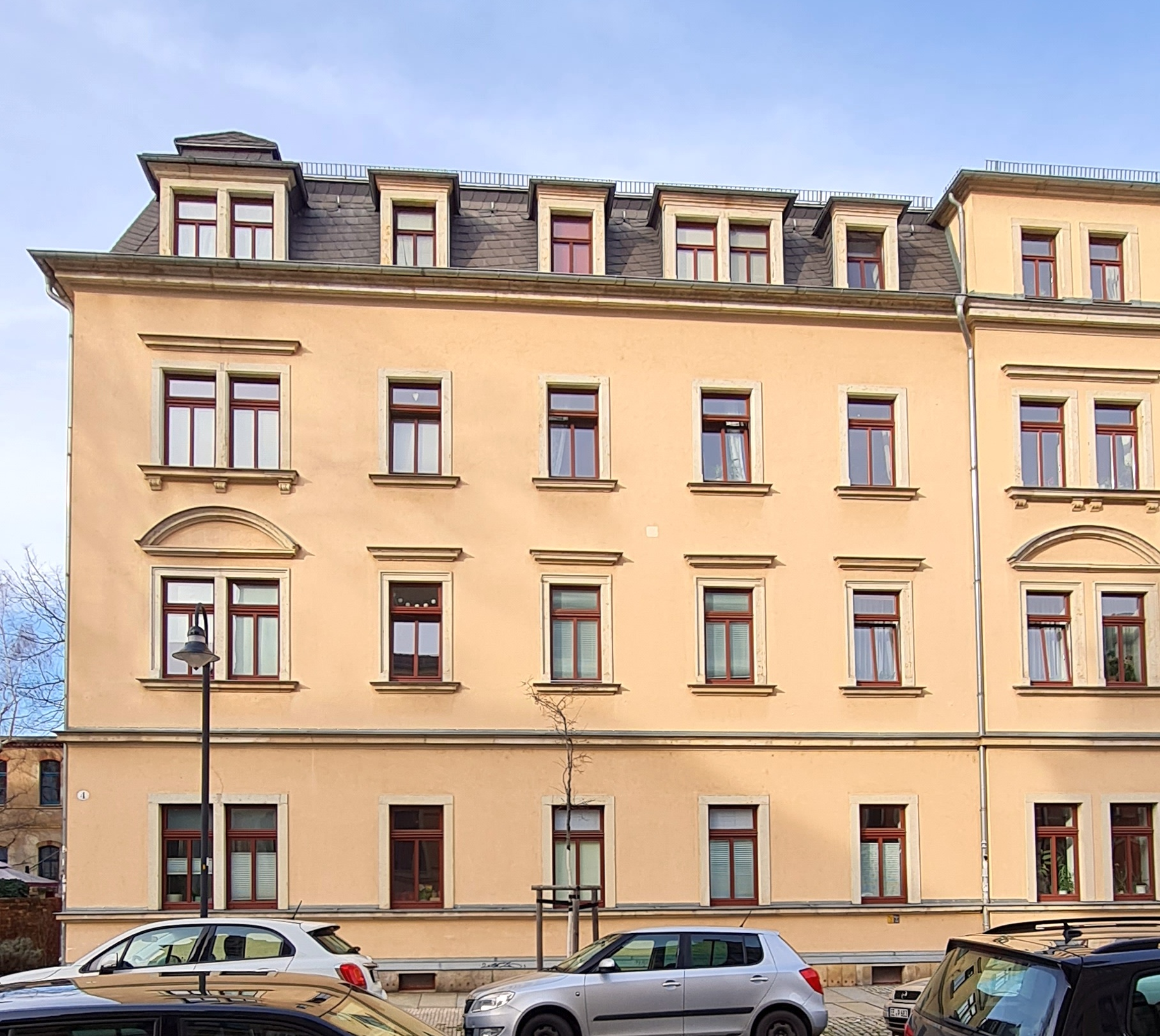
Mohnstraße 4
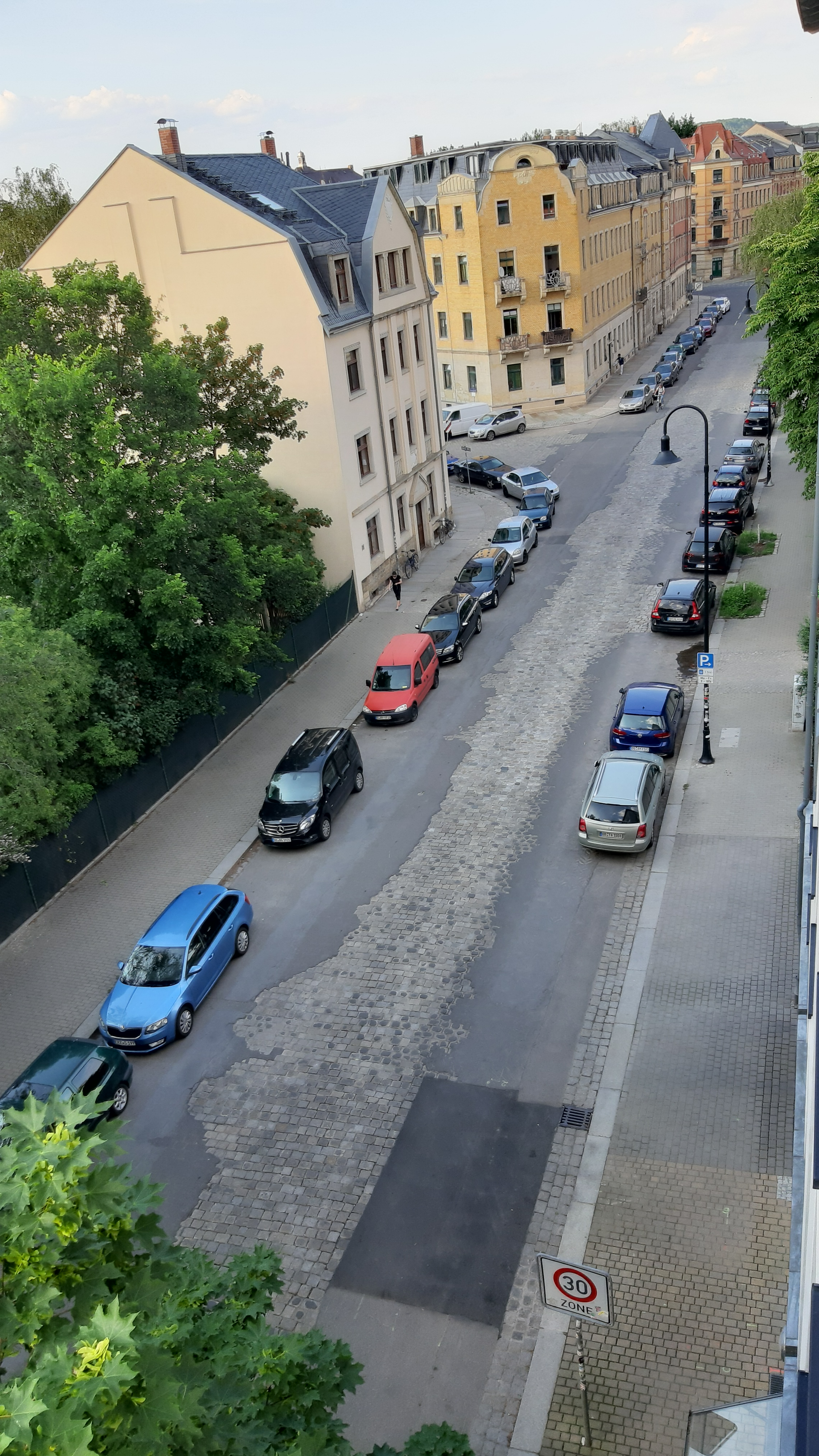
Mohnstraße in Dresden. Blick aus der Bürgerstraße 74

## Baumbestand der Mohnstraße
Es erfolgten umfangreiche Baumbepflanzungen entlang der Fußwege. Durch die Umgestaltung der Straße wurden neue Baumpflanzungen getätigt. Die besonderen Wuchsformen, Ausprägungen und Verwachsungen unterschiedlichster Bäume und Gehölzen prägen die Mohnstraße.
Der Baumbestand besteht aus folgenden dendrologischen Gehölzen:
- Prunus avium Plena (Gefülltblühende Vogel-Kirsche)
- Acer platanoides (Spitz-Ahorn)
- Amelanchier arborea Robin Hill (Schnee-Felsenbirne Robin Hill)
- Tilia species (Linde)
- Carpinus bet. Fastigiata (Säulen-Hainbuche)[7]